# Фриденфельд (хутор)
Фриденфе́льд — хутор в Каменском районе Воронежской области России.
Входит в состав Карпенковского сельского поселения

## История
Хутор основан в 1923 году немецкими переселенцами из-под города Острогожск. В том же году к ним подселились несколько русских семей. В 1941 году всё немецкое население хутора было депортировано в Кемеровскую область.

## Население
| 2010 |
| ---- |
| 7    |

## Улицы
На хуторе имеется одна улица — Медовая.